# USA's statsgæld
USA's statsgæld er de penge, som USA's føderale regering skylder indehavere af forskellige typer af statsobligationer. Man skelner normalt mellem brutto- og nettogæld, hvor forskellen er, at de statsobligationer mm., som føderalt ejede institutioner selv ligger inde med, fratrækkes i netto-, men ikke i bruttogælden. Nettogælden tager altså højde for, at den amerikanske regering så at sige skylder nogle penge til sig selv.
Ved slutningen af finansåret 2012 var den samlede føderale bruttogæld på godt 16 billioner amerikanske dollars (ca. 87 billioner danske kroner).

## Gældens størrelse som andel af bruttonationalproduktet
På grund af inflation og økonomisk vækst vil der være en naturlig tendens til, at den nominelle værdi af et lands statsgæld vil blive større og større over tid på samme måde som nationalformuen. Derfor måler man normalt offentlig gæld som andel af landets BNP for at kunne få et reelt indtryk af byrden i forhold til landets økonomiske formåen. Målt på denne måde er USA's føderale bruttogæld vokset kraftigt siden finanskrisens udbrud i 2007. Ved udgangen af finansåret 2012 udgjorde den således 103 % af USA's BNP mod knap 65 % i 2007. Samtidig er nettogælden steget fra godt 36 til knap 73 % af BNP i den samme periode. Præsidentens budgetkontor vurderer, at bruttogælden vil stige til mere end 107 % af BNP i 2014 og dernæst falde en smule i de følgende år. Man skal tilbage til 1950 for at finde et år, hvor nettogælden var højere end i 2012. USA oparbejdede en meget stor statsgæld under 2. verdenskrig, hvor den toppede i 1946 med en bruttogæld på knap 122 % af BNP og en nettogæld på 109 %. Siden faldt gælden kraftigt til et lavpunkt midt i 1970'erne, men er så igen steget, særligt i årene siden 2007.
| Ultimo Finansår | Føderal bruttogæld Mia. $ | Bruttogæld som % af BNP | Nettogæld som % af BNP |
| --------------- | ------------------------- | ----------------------- | ---------------------- |
| 1910            | 2,6                       |                         |                        |
| 1920            | 25,9                      |                         |                        |
| 1930            | 16,2                      |                         |                        |
| 1940            | 50,7                      | 52,4                    | 44,2                   |
| 1950            | 256,9                     | 94,1                    | 80,2                   |
| 1960            | 290,5                     | 56,0                    | 45,6                   |
| 1970            | 380,9                     | 37,6                    | 28,0                   |
| 1980            | 909,0                     | 33,4                    | 26,1                   |
| 1990            | 3.206                     | 55,9                    | 42,1                   |
| 2000            | 5.629                     | 57,3                    | 34,7                   |
| 2005            | 7.905                     | 63,6                    | 36,9                   |
| 2010            | 13.529                    | 94,3                    | 62,9                   |
| 2012            | 16.051                    | 103,2                   | 72,6                   |
| 2018 (estimat)  | 21.696                    | 103,2                   | 75,9                   |

## Hvilken betydning har gælden?
Betydningen af stigningen i den amerikanske statsgæld er omdiskuteret. Den betydelige stigning siden 2007 er i høj grad et resultat af finanskrisen, og som et konjunkturfænomen må denne stigning formodes at være af midlertidig karakter. Mange økonomer er således fortalere for, at det offentlige fører en ekspansiv finanspolitik under økonomiske kriser og lavkonjunkturer for at understøtte økonomien. En mere strukturelt stigende offentlige underskud og offentlig gæld kan imidlertid være tegn på, at landet ikke fører en holdbar finanspolitik. Det kan i værste fald på længere sigt føre til, at tilliden til landets økonomiske politik forsvinder, og at investorer ikke længere tør købe amerikanske statsobligationer af frygt for, at USA's regering ikke kan eller vil blive ved med at betale renter og afdrag på gælden.

## Hvem ejer gælden?
Den største køber af amerikanske statsobligationer er USA's centralbank Federal Reserve, som ultimo 2012 ejede lige godt 10 % af den føderale bruttogæld.
En mindre del af gælden er ejet af udenlandske kreditorer. Pr. september 2008 androg den udenlandsk ejede del af gælden således 2.848 mia. $ (15.265 mia. d.kr) eller 28 % af den samlede gæld.
| Udenlandske ejere af Gælden Januar 2009 | Udenlandske ejere af Gælden Januar 2009 | Udenlandske ejere af Gælden Januar 2009 |
| --------------------------------------- | --------------------------------------- | --------------------------------------- |
| Land                                    | Mia. $                                  | Procent                                 |
| Kina                                    | 739,6                                   | 24,07                                   |
| Japan                                   | 634,8                                   | 20,66                                   |
| OPEC                                    | 186,3                                   | 6,06                                    |
| Centralbanker og andre fra Caribien     | 176,6                                   | 5,75                                    |
| Brasilien                               | 133,5                                   | 4,35                                    |
| Storbritannien                          | 124,2                                   | 4.04                                    |
| Rusland                                 | 119,6                                   | 3,89                                    |
| Luxembourg                              | 87,2                                    | 2,84                                    |
| Taiwan                                  | 73,3                                    | 2,39                                    |
| Hong Kong                               | 71,7                                    | 2,33                                    |
| Schweiz                                 | 62,1                                    | 2,02                                    |
| Tyskland                                | 56,4                                    | 1,84                                    |
| Irland                                  | 50                                      | 1,63                                    |
| Singapore                               | 38,3                                    | 1,25                                    |
| Thailand                                | 37,2                                    | 1,21                                    |
| Mexico                                  | 34,9                                    | 1,14                                    |
| Indien                                  | 32,5                                    | 1,06                                    |
| Tyrkiet                                 | 31,3                                    | 1,02                                    |
| Sydkorea                                | 31,3                                    | 1,02                                    |
| Norge                                   | 21,9                                    | 0,71                                    |
| Frankrig                                | 17,9                                    | 0,58                                    |
| Israel                                  | 16,9                                    | 0,55                                    |
| Egypten                                 | 16,9                                    | 0,55                                    |
| Holland                                 | 16,8                                    | 0,55                                    |
| Italien                                 | 15,6                                    | 0,51                                    |
| Belgien                                 | 15,5                                    | 0,50                                    |
| Chile                                   | 15,2                                    | 0,49                                    |
| Sverige                                 | 12,4                                    | 0,40                                    |
| Filippinerne                            | 11,6                                    | 0,38                                    |
| Colombia                                | 11,3                                    | 0,37                                    |
| Alle andre                              | 179,4                                   | 5,84                                    |
| Total                                   | 3072,2                                  |                                         |

## Fodnoter
1. 1 2 3 4  "White House Office of Management and Budget: Historical Tables. Table 7.1: Federal Debt at the End of Year: 1940–2018. Hentet 22. februar 2014". Arkiveret fra originalen 27. februar 2014. Hentet 22. februar 2014.